# نیکیتا گلاسنویچ
نیکیتا گلاسنویچ (انگلیسی: Nikita Glasnović؛ متولد ۱۷ ژانویه ۱۹۹۵) یک تکواندوکار کروات متولد سوئد است. او نماینده سوئد در المپیک تابستانی ۲۰۱۶ در وزن ۵۷ کیلوگرم بود که در مسابقه مدال برنز به کیمیا علیزاده باخت.
نیکیتا و برادر کوچکترش لئون در باشگاه تویگی تکواندو در مالمو، که توسط پدر آنها، ماریو گلاسنویچ اداره می‌شود، تمرین می‌کنند. او در چهار سالگی تکواندو را در شروع کرد. نام او از شخصیت اصلی فیلم لوک بسون دختری به نام نیکیتا گرفته شده‌است، و برادرش نام خود را از شخصیت اصلی فیلم لئون حرفه‌ای گرفته‌است. در سال ۲۰۱۱، وی به عنوان آینده دارترین ورزشکار زن مالمو و در سال ۲۰۱۵ به عنوان ورزشکار زن سال مالمو انتخاب شد. او در بازی نهایی جایزه بزرگ ۲۰۱۵ با اختلاف یک امتیاز چهارم شد و از صعود به المپیک ۲۰۱۶ بازماند، اما پس از انصراف یکی از رقبا، هوانگ یون ون، به المپیک دعوت شد. او در سالهای ۲۰۱۴ تا ۲۰۱۵ به تحصیل رشته رسانه‌ها و ارتباطات در دانشگاه لوند و رشته بلاغت در دانشگاه لینه در سال ۲۰۱۵ پرداخت. در سال ۲۰۱۶، او در برنامه تاریخ هنر در دانشگاه اومئو و در دوره‌های زبان و ادبیات بوسنیایی، صربی و کرواتی در دانشگاه اوپسالا ثبت‌نام کرد.